# Фенія
Фенія (араб. الثنية, фр. Thénia, кабіл. ⵜⵉⵣⵉ ⵏ ⴰⵜ ⵄⵉⵛⴰ) — одне з головних міст Алжирській провінції Бумердес, є частиною історико-географічного регіону Кабілія. Розташоване на узбережжі Середземного моря. У 2018 році населення міста становило 32 000 чоловік. Історично назва є скороченням від Theniet Beni Aicha (ثنية بني عائشة) «гірський перевал синів Айші», арабського перекладу кабільського берберського топоніма Tizi n At Ɛica. Крутосхилий перевал, ширина якого в найвужчому місці становить лише близько 800 метрів, іноді використовується для позначення переходу між Мітіджею та Гранд-Кабільє.

## Відомі люди
- Сіді Бушакі, алжирський богослов і муфтій.